# Europarlamentari della Repubblica Ceca della VII legislatura
Gli europarlamentari della Repubblica Ceca della VII legislatura, eletti in occasione delle elezioni europee del 2009, sono stati i seguenti.

## Composizione storica
| Europarlamentare  | Lista                                                          | Gruppo  |
| ----------------- | -------------------------------------------------------------- | ------- |
| Jan Březina       | Unione Cristiana e Democratica - Partito Popolare Cecoslovacco | PPE     |
| Zuzana Brzobohatá | Partito Social Democratico Ceco                                | S&D     |
| Milan Cabrnoch    | Partito Democratico Civico                                     | ECR     |
| Andrea Češková    | Partito Democratico Civico                                     | ECR     |
| Robert Dušek      | Partito Social Democratico Ceco                                | S&D     |
| Hynek Fajmon      | Partito Democratico Civico                                     | ECR     |
| Richard Falbr     | Partito Social Democratico Ceco                                | S&D     |
| Jiří Havel        | Partito Social Democratico Ceco                                | S&D     |
| Jaromír Kohlíček  | Partito Comunista di Boemia e Moravia                          | GUE/NGL |
| Edvard Kožušník   | Partito Democratico Civico                                     | ECR     |
| Jiří Maštálka     | Partito Comunista di Boemia e Moravia                          | GUE/NGL |
| Miroslav Ouzký    | Partito Democratico Civico                                     | ECR     |
| Pavel Poc         | Partito Social Democratico Ceco                                | S&D     |
| Miloslav Ransdorf | Partito Comunista di Boemia e Moravia                          | GUE/NGL |
| Vladimír Remek    | Partito Comunista di Boemia e Moravia                          | GUE/NGL |
| Zuzana Roithová   | Unione Cristiana e Democratica - Partito Popolare Cecoslovacco | PPE     |
| Libor Rouček      | Partito Social Democratico Ceco                                | S&D     |
| Olga Sehnalová    | Partito Social Democratico Ceco                                | S&D     |
| Ivo Strejček      | Partito Democratico Civico                                     | ECR     |
| Evžen Tošenovský  | Partito Democratico Civico                                     | ECR     |
| Oldřich Vlasák    | Partito Democratico Civico                                     | ECR     |
| Jan Zahradil      | Partito Democratico Civico                                     | ECR     |

## Modifiche intervenute

### Partito Social Democratico Ceco
- In data 23.07.2012 a Jiří Havel subentra Vojtěch Mynář.

### Partito Comunista di Boemia e Moravia
- In data 13.01.2014 a Vladimír Remek subentra Věra Flasarová.